# محمد خلدان
محمد خلدان (مواليد 23 يوليو 1997) هو مدافع كرة قدم مغربي يلعب لنادي الرجاء الرياضي، كان يمارس في الفريق الثاني للرجاء قبل أن يلتحق بالفريق الأول موسم 2017-2018.

## روابط خارجية
- معلومات محمد خلدان على موقع كووورة